# 变异藤山柳
变异藤山柳（学名：Clematoclethra variabilis）是猕猴桃科藤山柳属的植物，其种加词“variabilis”意为“变化的”。本种为中国的特有植物。分布在中国大陆的四川等地，生长于海拔1,500米至2,500米的地区，一般生长在山林中，目前尚未由人工引种栽培。
现接受名为刚毛藤山柳指名亚种（Clematoclethra scandens subsp. scandens, 1890)。

## 异名
- Clematoclethra variabilis C. F. Liang et Y. C. Chen var. multinervis C. F. Liang et Y. C. Chen